# Шарль Вілкс
Шарль Вілкс (фр. Charles Wilkes, 2 червня 1887, Гавр — 27 серпня 1939) — французький футболіст, що грав на позиції півзахисника за «Гавр» та національну збірну Франції.

## Клубна кар'єра
На клубному рівні грав за команди з рідного міста — «Гавр» (1903–1906) та «Гавр Спорт» (у 1906–1908 роках).

## Виступи за збірну
1905 року дебютував в офіційних матчах у складі національної збірної Франції.
Загалом протягом кар'єри в національній команді, яка тривала 4 роки, провів у її формі 4 матчі.
Помер 27 серпня 1939 року на 53-му році життя.